# Karma Krew
I Karma Krew sono un gruppo musicale hip hop svizzero formato a Lugano nel 2005 e composto dai due rapper Manny e Los e dal rapper e produttore Manu D.

## Storia del gruppo

### Primi anni eEsame lirico(2005-2009)
Il gruppo nasce dall'amicizia tra Manny, Los e Manu D. Il primo lavoro del Team è stato il demo Il sedicesimo round, supportato dal gruppo locale Havana Clab insieme al DJ e Produttore DJ S.I.D.. Soltanto una collaborazione all'interno di questa demo di esordio con Tchoupy. Qualche mese dopo l'etichetta Svizzera italiana Ti-Diffusion pubblica il mixtape Più di un gioco, all'interno della quale il brano Non dire no dei Karma Krew si presenta come uno dei brani più apprezzati.
Due anni di stop a livello di produzioni porta al primo vero e proprio album del gruppo. L'obiettivo è quello di spingere l'hip hop ticinese oltre confine e questo si realizza grazie a DJ Fede e un accordo con Atipici e Self. Il primo disco del gruppo viene accolto in maniera molto positiva dalla scena locale e della vicina Italia. All'interno dell'album alcuni nomi noti e non quali Frank Siciliano, Royal Frenz, Havana Clab, DJ G.Biz, DJ S.I.D. e altri ancora. Esame lirico, pubblicato all'inizio del 2009, segna in modo definito la presenza del gruppo sulla scena hip hop svizzero-italiana.

### Progetti solisti (2009-2011)
Dopo l'uscita del disco Esame lirico i Karma Krew intraprendono strade più personali ma concentrano le loro forze su due singoli molto particolari quali Trema ancora e Prova a immaginare. I due singoli, pubblicati durante le estati 2009 e 2010, fanno il giro delle radio del Cantone e collezionano migliaia di click sul portale YouTube. Da notare le collaborazioni con Eleonora Noce in Trema ancora e con Martina Volf in Prova a immaginare che segneranno l'inizio di un percorso molto più "Hip Pop".
In seguito a Esame lirico i Karma Krew si concentrano su tre lavori da solisti. Manu D con l'album Due lati di me pubblica a fine 2009 un progetto che unisce suoni classici a suoni più moderni per raccontare due modi di vivere e di fare musica, con collaborazioni con Rayden (OneMic), Moder, Duplici, DJ Shocca, DJ S.I.D., DJ Tsura e molti altri. Successivamente sarà il turno di Manny, che nel 2010 pubblica Il colore dei sogni, un viaggio fra testi evocativi e basi spesso contrastanti fra loro, che descrivono le infinite sfaccettature che possono assumere i sogni. Anche in questo caso numerose collaborazioni importanti con Ensi, Tormento, Tyrelli e altri. Infine, a inizio 2012, Los pubblica Overtime lavoro personale prodotto e registrato al Real Jungle Studio da DJ CI che presenta 10 tracce sperimentali prevalentemente pop rap; al disco collaborano Maxi B, NoExit e Step One.

### Riunione e singoli (2011-2013)
Nel 2011 Manny e Manu D pubblicano due EP in concomitanza con uno dei singoli di maggior successo del Team intitolato Anni d'oro. Manny presenta 23 EP di 5 tracce dove vengono sperimentati nuovi suoni e modi di rappare. Il singolo Lunapark riscuote parecchio successo nelle radio del Cantone. Successivamente Manu D decide, insieme ai migliori produttori del Cantone e della vicina Italia di ripercorrere il suo album Due lati di me pubblicando l'EP Due lati di me Reloaded EP composto da 8 tracce remixate da DJ Sice, Royal Frenz, DJ CI, Luda, Andee e altri. Arriva l'estate e il gruppo decide di collaborare con il maggiore esponente della musica hip hop ticinese Maxi B in Anni d'oro, un singolo con tanto di videoclip professionale girato dalla FD Milano che spopola nelle radio e sul portale YouTube del Team.
Nei primi sei mesi del 2012 i Karma Krew decidono di pubblicare un singolo al mese, 4 estratti dal disco solista di Los, Overtime, due websingle di Manny e Manu D intitolati La via dei forse il primo e Mirror il secondo (tributo a Mirror di Lil Wayne e Bruno Mars) in collaborazione con Solana Féria e un singolo per l'estate intitolato Replay su produzione di DJ Sice che accompagnerà il Team per tutta l'estate fermandosi al primo posto della classifica dei brani più trasmessi da giugno ad agosto dalla radio Rete 3. Durante l'estate il gruppo lavora al progetto Cambieremo il mondo destinato a far collaborare un'associazione benefica, una banca, il Cantone ed il Dipartimento dell'educazione del Canton Ticino. Il singolo Cambieremo il mondo, prodotto da DJ S.I.D. e girato ancora una volta dalla FD Milano viene pubblicato in settembre e contagia Radio e TV del Cantone; vengono inoltre stampate 2000 copie, 700 delle quali vengono distribuite a tutte le Scuole Medie della Svizzera Italiana. Il Team chiude il 2012 facendo il giro delle Scuole incontrando i ragazzi e raccontando Cambieremo il mondo. Ultimo episodio importante di un 2012 da ricordare, i Karma Krew vengono chiamati a suonare nella piazza principale di Lugano (Piazza della Riforma) intrattenendo il pubblico negli ultimi minuti dell'anno fino al countdown.
Il 2013 prosegue con alcuni concerti tenuti sia in Svizzera che in Italia e nello stesso anno il trio firma un contratto di collaborazione con l'Hockey Club Lugano per creare un tributo alla squadra di hockey, culminato con la pubblicazione del singolo Uniti fieri bianconeri.

### Uomini come noi(2015-presente)
Nel 2015 è stata annunciata la pubblicazione del secondo album in studio del gruppo, intitolato Uomini come noi e pubblicato il 23 marzo 2015. Ad anticiparne l'uscita sono stati i singoli Bastardo (realizzato con Gué Pequeno dei Club Dogo) e Macchia nera, pubblicati rispettivamente per il download digitale il 12 gennaio e il 9 febbraio.

## Discografia

### Album in studio
- 2009 – Esame lirico
- 2015 – Uomini come noi

### Collaborazioni
- 2008 – Non dire no (feat. Kristina) - TDF mixtape

### Singoli
- 2009 – Trema ancora (feat. Eleonora)
- 2010 – Prova a immaginare (feat. Marti)
- 2011 – Anni d'oro (feat. Maxi B & Marti)
- 2012 – Replay
- 2012 – Cambieremo il mondo
- 2013 – Uniti fieri bianconeri
- 2015 – Bastardo (con Gué Pequeno)
- 2015 – Macchia nera
- 2015 – Pharrell